# Sajószöged
Sajószöged är en ort i Ungern.   Den ligger i provinsen Borsod-Abaúj-Zemplén, i den nordöstra delen av landet, 150 km öster om huvudstaden Budapest. Sajószöged ligger 93 meter över havet och antalet invånare är 2 289.
Terrängen runt Sajószöged är mycket platt. Runt Sajószöged är det tätbefolkat, med 286 invånare per kvadratkilometer. Närmaste större samhälle är Tiszaújváros, 6,5 km öster om Sajószöged. Trakten runt Sajószöged består till största delen av jordbruksmark.

## Externa länkar

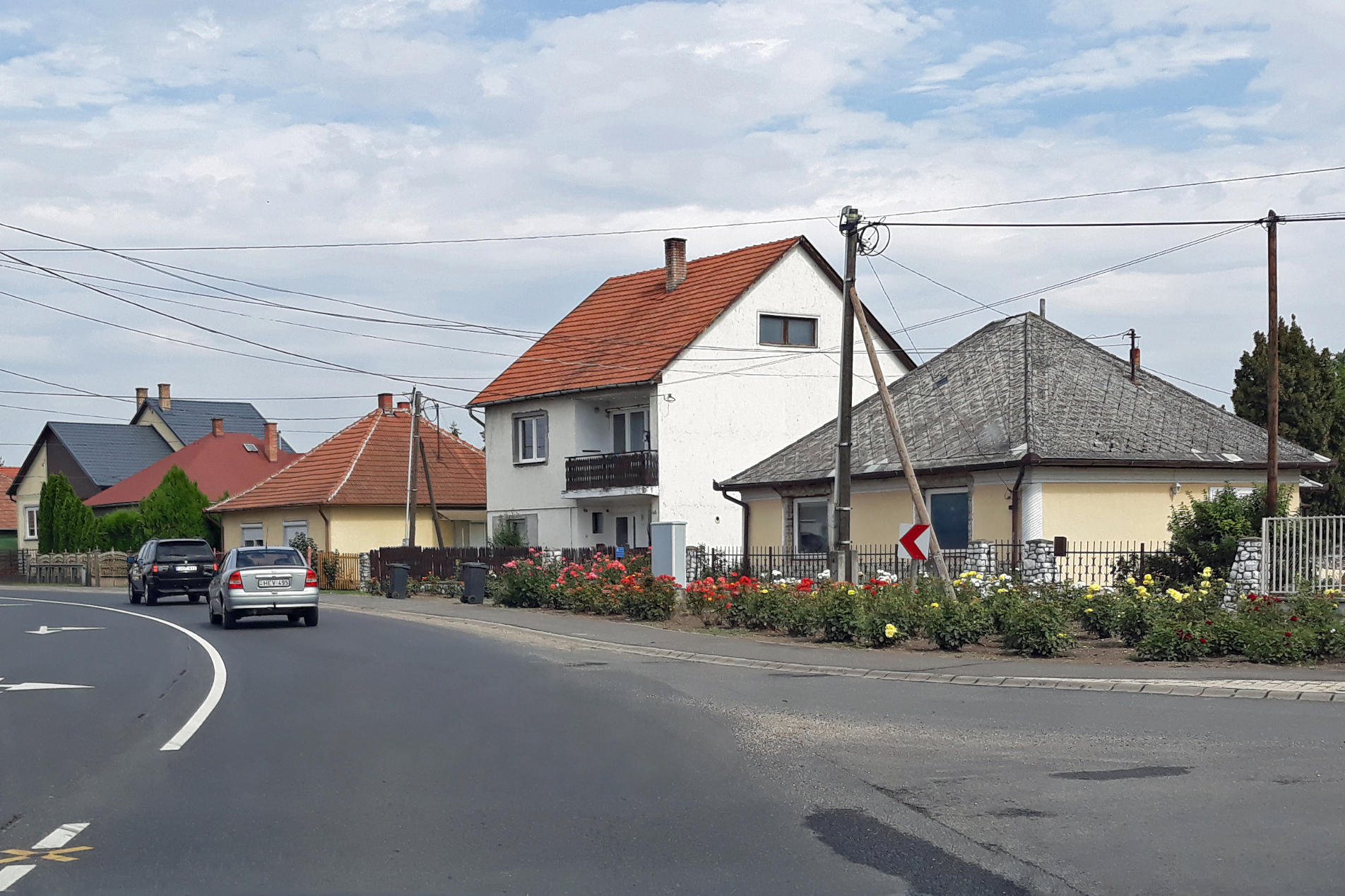
Sajószöged